# 仏山地下鉄
仏山地下鉄（ぶつざんちかてつ）は中華人民共和国広東省仏山市と広州市にある地下鉄である。現在は広仏線（1号線）、2号線と3号線を運営している。一部路線は広州地下鉄と一体運用している。沿線の広州市内では一部の広州地下鉄の路線とも乗り換えも可能になっている。

## 沿革
- 2010年11月3日 - 1号線魁奇路～西塱間開業。
- 2015年12月28日 - 1号線西塱～燕崗間開業。
- 2016年12月28日 - 1号線魁奇路～新城東間開業。
- 2018年12月28日 - 1号線燕崗～瀝滘間開業。
- 2021年12月28日 - 2号線南荘〜広州南駅間開業。
- 2022年12月28日 - 3号線順徳学院〜鎮安間開業。
- 2024年8月23日 - 3号線 聯和〜 仏山大学、鎮安 〜中山公園間開業。しかし、3号線の後通区間である中山公園駅から聯和駅の区間は、広州～湛江高速鉄道（広湛高鉄）の仏山駅の臨時追加駅の影響を受け、他の区間と同時に開通できませんでした。そのため、現在3号線は接続していない2つの区間に分かれています（順徳学院～中山公園、聯和～仏山大学）。

## 概要
- 広州地下鉄とも一体運用しており、実質的には広州地下鉄の一部でもある。また広州地下鉄など広州市内で発行している嶺南通・羊城通もそのまま使うことも可能であり、逆に仏山市内で発行している嶺南通・広仏通も広州市内で使うことも可能になっている。
- 広州地下鉄の一日票ならびに三日票が仏山地下鉄もフリー区間に含まれている。

## 運営中の路線
| 色 | 路線名           | 営業区間            | 駅数 | 営業キロ | 開通日         | 編成両数 | 車両製造所                |
| -- | ---------------- | ------------------- | ---- | -------- | -------------- | -------- | ------------------------- |
|    | 広仏線 （1号線） | 新城東 - 瀝滘       | 25駅 | 37.96 km | 2010年11月03日 | 4両      | 中車長春軌道 中国青島四方 |
|    | 2号線            | 南荘 - 広州南駅     | 17駅 | 32.3 km  | 2021年12月28日 | 6両      | 中国青島四方              |
|    | 3号線            | 順徳学院 - 中山公園 | 26駅 | 45.7 km  | 2022年12月28日 | 6両      |                           |
|    | 3号線            | 聯和 - 仏山大学     | 9駅  | 16.4 km  | 2024年8月23日  | 6両      |                           |

## 計画中の路線
| 色 | 路線名 | 工事名   | 工事区間                | キロ程  | 進捗状況 | 可決文書                                        |
| -- | ------ | -------- | ----------------------- | ------- | -------- | ----------------------------------------------- |
|    | 広仏線 | 三期目   | 楽従-瀾石               | 7.2 km  | 計画     |                                                 |
|    | 2号線  | 二期目   | 南荘-西安               | 23.5 km | 可決     | 『仏山市都市軌道交通第二期建設規画(2021-2026)』 |
|    | 3号線  | 南延伸線 | 順徳学院-順徳港         | 1.2 km  | 計画     |                                                 |
|    | 3号線  | 北延伸線 | 鎮安-仏山大学           | 5.1 km  | 計画     |                                                 |
|    | 4号線  | 一期目   | 時代城-港口路           | 56 km   | 可決     | 『仏山市都市軌道交通第二期建設規画(2021-2026)』 |
|    | 6号線  | 一期目   | 南村-小布 新城東-石囲塘 | 33.1 km | 計画     |                                                 |
|    | 9号線  | 一期目   | 容桂-馬崗               | 12.3 km | 計画     |                                                 |
|    | 11号線 | 本線     | 容奇渡口-鶴洞東         | 36.3 km | 可決     | 『仏山市都市軌道交通第二期建設規画(2021-2026)』 |
|    | 13号線 | 一期目   | 容桂-永豊市場           | 14.5 km | 計画     |                                                 |